# 沉睡的森林
《沉睡的森林》（眠れる森 A Sleeping Forest）（ねむれるもり），是野澤尚原創，中山美穂、木村拓哉主演的電視連續劇，由富士電視台播放。

## 概要
播放日1998年10月8日 - 12月24日毎週木曜日22:00 - 22:54。初回22:00 - 23:14、最終回22:04 - 23:24。全12話、平均視聴率25.2%、最高視聴率是最終回的30.8％。
片頭畫面有隱含對全劇劇情發展的暗示，但這層暗示在最終話才向觀眾表明。
劇作家野澤尚以本作與同年的「結婚前夜」兩作獲得1998年的向田邦子賞。
獲得第19屆日劇學院賞最佳作品，最佳男主角，最佳女主角，最佳編劇等八項主要獎項。

## 劇情
在東京某個植物園工作的大庭實那子（中山美穗飾 ）一向生活平靜，並計劃三個月後與男朋友濱崎輝一郎（仲村徹飾 ）結婚。實那子其實是十五年前市議會議員滅門兇案的倖存者，她的父母及姐姐被殺，而她是兇案的唯一目擊者。但實那子失去了當時的記憶，對兒時經歷亦十分模糊，一直以為家人是死於交通意外。當年警察逮捕了兇案的疑犯，是實那子姐姐貴美子的男友國府吉春（陣內孝則飾 ），國府在沒有抗辯下被判罪入獄。
實那子在執拾舊物時，發現十五年前一名暗戀自己的男孩寄給她的情信，發信人屬名來自「沉睡的森林」，並約定十五年後在實那子故鄉的森林中相見，而見面的日子恰好是實那子發現此信後的兩日。對兒時記憶十分模糊的實那子，想知道當時暗戀自己之人的模樣，因此在約定當日回到故鄉群馬縣的森林。在那裡等著她的是一個名叫伊藤直季（木村拓哉飾 ）的神秘男子，令人震驚的是，直季對實那子這十五年來的生活竟一清二楚，更表示實那子將會面對殘酷的事，而他會幫助實那子重生。
另一方面，經過15年徒刑後，國府因在獄中表現良好而獲得假釋，但他一出獄便不知所終。之後，實那子平靜的生活中開始了一連串的動盪，她被抹去的記憶以及其家滅門慘案的真相，即將慢慢浮現……

## 登場人物

### 主要登場人物
- 大庭實那子（27歲） - 中山美穗（粵語配音：陸惠玲）／井端珠里（童年）

舊姓是森田。植物園的職員，即將與未婚夫濱崎輝一郎結婚。相信年幼時被因交通事故造成父母姐姐的死亡。之後被叔父收養。
真相是，在15年前的森田家慘殺事件，沒被殺的只有她1人，那時的記憶被伊藤直季的催眠療法被封印，而並以「一家因交通事故死了」的記憶替換。然而，催眠療法的有效限度是15年，事件的記憶開始在腦海裡一點點復甦。也讓她自己感到苦惱，認為殺死全家的是自己，但在輝一郎鼓勵下支持著。
- 伊藤直季（25歲）- 木村拓哉（粵語配音：蘇強文）／長谷川純（童年）

執拗糾纏實那子，知道她過去記憶的神秘男人，音樂會燈光師。當年事件後寫給實那子信件，約定15年後的現在再見。要實那子「扔掉自己的過去，撕裂跟未婚夫的關係，以新的實那子從現在重生」。
之後在接近事件真相的過程中，遇到許多問題。
- 濱崎輝一郎（35歲）- 仲村徹（粵語配音：陳廷軒）

實那子的未婚夫，大公司的高級職員。與實那子在三年前演奏廳臭味事件認識。對實那子感情很深，在公司也非常能幹。但他過去其實為了實那子，拋棄了和自己上司女兒的婚約，在公司受到阻礙。他也給錢收買敬太背叛自己朋友，為目的也有不擇手段的一面。父親是畫家濱崎正輝，母親則失蹤，對母親的失蹤有心理創傷。
與國府吉春是大學時代同班同學，也認識實那子的姐姐，並和當時的實那子已經很熟，還教她玩棒球。
- 國府吉春（35歲）- 陣內孝則（粵語配音：張炳強）

濱岬輝一郎大學同班同學。事件當時，與實那子的姐姐交往，是事件第一發現者，3日後被逮捕。並且，由於慘殺了森田一家的罪被求處死刑，不過，根據情節受到無期徒刑的判決。在監獄作為模範囚犯，15年後假釋。然而出獄後，為追蹤實那子的去向而失去下落，與保護司的聯絡也斷了。渾身散發詭異氣氛。
- 中島敬太（25歲）- 中山裕介（粵語配音：李錦綸）／風間俊介（童年）

直季的童年朋友，是唯一的好友，壞朋友。有大額欠債。與直季一起尋找15年前事件的真相。受直季信賴，但背地裡也有拿輝一郎的錢對他洩露直季的情報。深愛著佐久間由理，但為了她的幸福，希望直季和她復合。
- 佐久間由理（23歲） - 本上真奈美（粵語配音：張頌欣）

直季的戀人，深愛直季。當初講明是有期限的交往，但她以為是開玩笑。然而直季真的提出分手。她忘不了直季，依然跟著他。
整潔，深情。然而，也有好勝，一意孤行，固執，嫉妒心重等負面性格。被敬太戀慕。
- 玉置和良 - 山路和弘

春繪的哥哥。現在經營著中華料理舖。是國府同牢房的獄友。
- 玉置春繪（33歲） - 横山惠

國府獄友玉置和良的妹妹。與國府正在監獄結婚了，但沒正式入籍。
- 濱崎正輝（66歲） - 岡田真澄

輝一郎的父親，名畫家。個性溫和，對兒子很好。
- 濱崎麻紀子（失蹤當時33歲） - 原田美枝子

輝一郎的母親。25年前突然失蹤，從此下落不明。正輝和輝一郎都認為她死了。可是，在輝一郎面前屢次神祕出現。
- 伊藤直巳（55歲） - 夏八木勲

直季的父親。在「沉睡森林」中的小屋過著退休生活。會施催眠術。

### 其他
- 恩田刑事 - 石橋凌 - 警視廳捜査一課探員。
- 本間憲一
- 長嶺尚子
- 佐藤裕
- 矢沢幸治
- 小椋刑事 - 佐川満男
- 大庭善三 - 信実一徳 實那子的叔父，實那子家人死去後，收養實那子，在實那子大學畢業後不久逝世。
- 森田明仁 - 牧村泉三郎　實那子的父親，十五年前平安夜滅門兇案死者。
- 森田加寿子 - 井上夏葉　實那子的母親，十五年前平安夜滅門兇案死者。
- 森田貴美子 - 南美穂　實那子的姐姐，國府吉春的女友，十五年前平安夜滅門兇案死者。
- 田山涼成 - 實那子工作的植物園負責人。
- 佐々木勝彦 - 九条物産部長，輝一郎的上司。
- 奥村公延
- 森善行
- 芦沢孝子
- 吉満涼太
- 田中研二
- トライアルプロ
- 劇団東俳

## 製作
| - 原作・腳本 - 野澤尚 - 製作人 - 喜多麗子 - 企画 - 龜山千廣 - 導演 - 中江功、澤田鎌作 - 技術 - 高津芳英 - 照明 - 白倉孝雄 - 撮影 - 森田修、迫信博 - 音声 - 竹山裕隆 - VTR - 山本米勝 - 映像 - 中村宏 - 技術プロデュース - 中村彰 - 編集 - 松尾浩 - VTR編集 - 白水孝幸 - 選曲 - 小西善行 - 音響効果 - 近藤隆史 - 美術プロデュース - 重松照英 - デザイン - 棈木陽次 - 美術進行 - 中村能久 - 大道具 - 松尾淳 - 装飾 - 蒲田徳夫 | - 視覚効果 - 江崎公光 - 持道具 - 阿部駒子 - 生花装飾 - 石川玲子 - 衣装 - 片岡英樹、佐々木典子 - メイク - 内野晶子、斉藤和子 - 広報 - 中島良明 - タイトル - 山形憲一 - スチル - 瀬井美明 - CG - 竹内真由美 - ライティングアドバイザー - 谷川富也 - 車輌 - 引地一彦 - 絵画指導 - 板垣俊 - 車輌撮影 - 斉藤和宏 - 演出補 - 小林和宏、本田貴之、葉山浩樹、鹿内植、堀治樹 - 制作担当 - 金山雅右 - 制作主任 - 片岡智、岩崎洋子 - スケジュール - 田沢直樹 - 記録 - 曽我部直子 - プロデュース補 - 見戸夏美、徳留美奈子 - 製作著作 - フジテレビ |

- 協力 - フジパシフィック音楽出版、渋谷ビデオスタジオ、アクティス、フェネック、エススリー、K&L
- 撮影協力 - Wビル、国営武蔵丘陵森林公園、多摩市立グリーンライブセンター、群馬県吾妻郡吾妻町商工観光課、山梨県南都留郡勝山村観光産業課、東京舞台照明、とちぎ花センター、ツタヤ、タイトーコーポレーション、ダック引越センター、富士平原ゴルフクラブ、大笹牧場
- 美術協力 - INDIVI、GIRARD-PERREGAUX、アクタス、エリットパック、松下電工、山田電機、NEC、アムニス、八重洲無線、IDC大塚家具、ニチベイ、リーガルジャパン
- 衣装協力 - D&G·ROPE、PIECE MONTEE、AMERICAN RAG、I.MARIO、三崎商事、ナイガイ、A&T、SAIKAI、メゾンドトワル、ミカレティ、RYU、UNTITLED、TRANS CONTINENTS、As Know as、LA BREA、RUPERT、NICOLE CLUB、TAKEOKIKUCHI

## 播放日、各集標題、收視率
| 集數                | 各集標題           | 播出日     | 收視率  | 其他       |
| ------------------- | ------------------ | ---------- | ------- | ---------- |
| 第1幕               | 15年目のラブレター | 1998.10.8  | 21.3 ％ | 74分加長版 |
| 第2幕               | つきまとう男       | 1998.10.15 | 24.6 ％ |            |
| 第3幕               | 記憶が嘘をつく     | 1998.10.22 | 20.9 ％ |            |
| 第4幕               | 暴行               | 1998.10.29 | 23.4 ％ |            |
| 第5幕               | 隠れ家             | 1998.11.5  | 25.3 ％ |            |
| 第6幕               | 真犯人             | 1998.11.12 | 25.7 ％ |            |
| 第7幕               | タイムカプセル     | 1998.11.19 | 25.0 ％ |            |
| 第8幕               | 告白               | 1998.11.26 | 24.4 ％ |            |
| 第9幕               | マリアは見ていた   | 1998.12.3  | 25.6 ％ |            |
| 第10幕              | サンタクロース     | 1998.12.10 | 26.9 ％ |            |
| 第11幕              | 殺人者             | 1998.12.17 | 27.7 ％ |            |
| 最終幕              | 聖夜の結婚式       | 1998.12.24 | 30.8 ％ | 80分加長版 |
| 平均收視率：25.2 ％ |                    |            |         |            |

- 節目宣傳文案：「記憶だけは殺せない」

## 主題歌
- 主題歌：「偽裝」 竹内瑪莉亞 （ワーナーミュージック・ジャパン）
- 插曲：「With or Without You」 U2 （マーキュリーミュージックエンタテイメント）

此曲在重播與發行影音軟體時，因版權問題而無法使用。
- 音楽：吉良、神津裕之

## 獎項
- 第19回日劇學院賞

最佳作品
最佳片頭
最佳攝影
最佳男主角：木村拓哉
最佳女主角：中山美穗
最佳導演：中江功、澤田鎌作
最佳編劇：野澤尚
最佳主題曲：カムフラージュ（竹內瑪莉亞）
- 第17屆向田邦子賞

野澤尚

## 外部連結
- フジテレビ （页面存档备份，存于）